# Elend (группа)
Elend — проект, созданный мультиинструменталистами Iskandar Hasnawi и Renaud Tschirner, исполняющий свою музыку в направлении тёмной готической неоклассики (характерно для первых альбомов трилогии Officium Tenebrarum).

## Стилистика звучания
В ранних альбомах Elend использовались семплеры и синтезаторы для создания плотного и ужасающего оркестрового звучания. В последнем альбоме «Winds Cycle», звук Elend расширился, и теперь они практически полностью зависят от акустических инструментов и камерных оркестров, а не синтезаторов, придавая им более полное и естественное звучание. Они также включают электронные и промышленные элементы в некоторых из своих произведений.
Звук Elend имеет тенденцию к агрессивному, содержащему суровый атональной диссонанс, крики и изменение вокала таким образом, что он был связан с определёнными типами современной классической музыки. Вокалисты произносят слова иногда как в роковых песнях, а структура звучания придаёт музыке элементы арт-рока и готик-рока. Хотя музыка Elend не является какой-либо формой метала, члены Elend это связывают с многочисленными записями метала на металлическом лейбле Holy Records, а их резкий звук привёл к музыке Elend, которую обычно слушает аудитория, слушающая метал.
«Winds Cycle» был первоначально задумывался как цикл, состоящий из пяти альбомов, однако он был изменён на трилогию. В интервью французскому журналу, размещённом в июне 2007 года на их официальном сайте, Iskandar Hasnawi указал, что затраты и трудности при записи оркестровой музыки, связанные с Elend, сделали невозможным продолжение проекта Elend. Оба композитора будут продолжать личные проекты, в том числе «L’Ensemble Orphique».

## Участники группы

### Текущие
- Alexandre Iskandar Hasnaoui: разные инструменты (1993—)
- Renaud Tschirner: разные инструменты (1993—)
- Sébastien Roland: клавишные, программирование (1997—)
- David Kempf: Скрипка (2000—)
- Esteri Rémond: Сопрано вокал (2003—)
- Laura Angelmayer: Сопрано вокал
- Shinji Chihara: Скрипка
- Klaus Amann: Тромбон, труба
- Simon Eberl — спецэффекты, звуки и шумы
- Nathalie Barbary — Сопрано вокал (с 1996—). В 2003 году участвовала как приглашённый участник

### Бывшие
- Eve-Gabrielle Siskind: Сопрано вокал (1994—1995)

## Дискография
- Leçons de ténèbres — 1994
- Les ténèbres du dehors — 1996
- Weeping Nights — 1997
- The Umbersun — 1998
- Winds Devouring Men — 2003
- Sunwar the Dead — 2004
- A World in Their Screams — 2007